# Semiothisa stigmica
Semiothisa stigmica är en fjärilsart som beskrevs av Louis Beethoven Prout 1932. Semiothisa stigmica ingår i släktet Semiothisa och familjen mätare. Inga underarter finns listade i Catalogue of Life.